# سمفونی شماره ۴ (مندلسون)

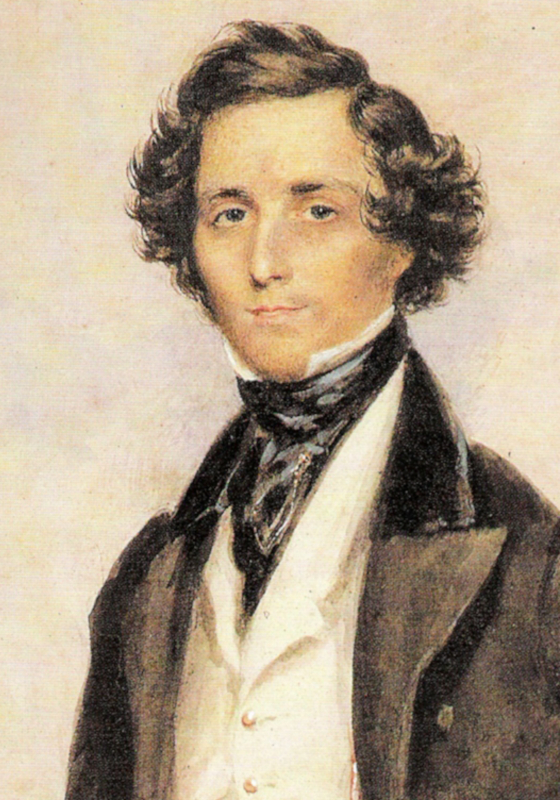
پرتره مندلسون ۱۸۳۹

سمفونی شماره ۴ (انگلیسی: Symphony No. 4) در فُرم لا ماژور، اپوس ۹۰، که معمولاً به نام سمفونی ایتالیایی شناخته می‌شود، یک سمفونی ارکسترال نوشته‌شده توسط آهنگساز آلمانی فلیکس مندلسون است، این اثر وی، ریشه در آثار گذشته‌اش، از جمله سمفونی شماره ۳ یا همان سمفونی اسکاتلندی و همین‌طور اوورتور هیبرید دارد. سفر اروپایی مندلسون که از تاریخ ۱۸۲۹ تا ۱۸۳۱ به طول انجامید، باعث گردید که فضا و حال‌و‌هوای ایتالیا در کالبد این اثر دمیده‌شود؛ در ایتالیا بود که مندلسون طرح‌های مقدماتی این اثر را ریخت که هر چند که تکمیل‌نشده، رهایش کرد. این اثر در برلین و به سال ۱۸۳۳ منتشر شد.